# École secondaire catholique de la Vérendrye
 (octobre 2023).
Si vous disposez d'ouvrages ou d'articles de référence ou si vous connaissez des sites web de qualité traitant du thème abordé ici, merci de compléter l'article en donnant les références utiles à sa vérifiabilité et en les liant à la section « Notes et références ».
L'École secondaire catholique de la Vérendrye est un établissement scolaire francophone et catholique qui accueille les élèves franco-ontariens de la ville de Thunder Bay, dans le Nord-ouest de la province de l'Ontario.

## Histoire
Ouverte depuis 2004, l'école a dû faire face à l'opposition de la majorité anglophone de la municipalité. L'établissement a été baptisé en l'honneur de l'explorateur français Pierre Gaultier de Varennes et de La Vérendrye. Le nombre d'élèves augmentant chaque année, il est question d'agrandir les bâtiments dans un futur proche.